# Amok (1993)
Amok ist ein Filmdrama mit Fanny Ardant und Andrzej Seweryn aus dem Jahr 1993, das in französischer, portugiesischer und deutscher Koproduktion entstand. Als literarische Vorlage diente die Novelle Der Amokläufer (1922) von Stefan Zweig.

## Handlung
Die portugiesische Kolonie Goa im Westen Indiens: Während ein Sarg aus einer Kapelle getragen und auf ein Schiff verladen wird, tritt ein Franzose im März 1939 die Rückreise von Indien nach Europa an. Weil er es in seiner Kabine nicht aushält, geht er an Deck des Schiffes. Dort trifft er auf einen Deutschen, der ihn um Zigaretten und Alkohol bittet und ihm am Abend seine Geschichte erzählt: Als Dr. Steiner hatte er einst in einem deutschen Krankenhaus gearbeitet. Dort verfiel er den Reizen einer attraktiven Patientin. Sie wurde seine Geliebte und bat ihn um eine hohe Geldsumme. Als man ihn bei der Veruntreuung von Geldern des Hospitals und in flagranti mit seiner Geliebten erwischte, war seine Karriere beendet und sein guter Ruf ruiniert. Er sah sich gezwungen, ins Ausland zu gehen. In einer abgelegenen Klinik in Goa fand er daraufhin eine neue Anstellung als Arzt.
Nach mehreren Jahren in der Einöde traf er erstmals wieder auf eine weiße Frau und war sofort fasziniert von ihrer Schönheit. Die Frau war Französin, deren Ehemann, ein portugiesischer Diplomat, sich seit fünf Monaten in Europa aufhielt. In der Zwischenzeit war sie von ihrem Liebhaber schwanger geworden. Sie suchte Steiner auf, weil sie vom Gouverneur der Kolonie nur Gutes über ihn gehört habe, und bot ihm für eine diskrete Abtreibung eine hohe Geldsumme, mit der er seine Schulden in Deutschland hätte begleichen können. Steiner wollte für den riskanten Eingriff jedoch kein Geld; er verlangte stattdessen eine gemeinsame Liebesnacht als Gegenleistung. Empört lehnte die Französin sein Angebot ab und ließ sich von ihrem Chauffeur in die Stadt zurückfahren. Von Raserei ergriffen, fuhr ihr Steiner auf einem Fahrrad hinterher und versuchte, sie aufzuhalten.
Steiner verlor in der Folge zunehmend die Kontrolle über sich selbst. Im Rauschzustand, einem Amokläufer nicht unähnlich, begann er, sie zu verfolgen. Er drang in ihr Haus ein, wo er sie beschwor, der einzige Arzt zu sein, der eine saubere Abtreibung vornehmen könne. Überzeugt, sie von Minute zu Minute mehr zu lieben, brach er in der Nacht in ihr Haus ein und flehte um ihre Zuneigung, da ihn ihre Verachtung verrückt mache. Auf einem Ball des Gouverneurs traf er sie wieder. Sie stellte ihn anderen Gästen vor, verließ jedoch frühzeitig den Ball. Ihr Liebhaber lief ihr nach und beteuerte, sie immer noch zu lieben. Als sie ihren Nachhauseweg allein fortsetzte, lauerte ihr Steiner auf. Verängstigt versicherte sie ihm, gar nicht schwanger zu sein. Er glaubte ihr nicht und drängte sie erneut, zu ihm zu kommen. Nach ihrer neuerlichen Zurückweisung suchte Steiner Zuflucht im Alkohol und begann im Vollrausch mit Einheimischen eine Schlägerei. Er wachte am nächsten Morgen in einer Pension auf, wo ihn der Chauffeur der Frau aufsuchte, um ihn eilig zu einer abgelegenen Hütte zu fahren.
Um vor der Rückkehr ihres Gatten das ungeborene Kind doch noch loszuwerden, hatte die Französin eine einheimische Heilerin aufgesucht. Doch der Eingriff war schiefgegangen. Steiner wollte sie daraufhin in ein Krankenhaus bringen, was die Frau jedoch ablehnte. In ihrem Haus erlag sie ihren inneren Blutungen. Noch ehe sie starb, nahm sie Steiner das Versprechen ab, dafür zu sorgen, dass niemand, vor allem nicht ihr Ehemann, erfährt, weshalb sie gestorben ist. Noch immer von ihr besessen und gleichzeitig von Schuldgefühlen geplagt, kam Steiner ihrem letzten Wunsch nach. Er zwang ihren Hausarzt, einen Chirurgen, gegen dessen Willen einen falschen Totenschein auszustellen, demzufolge die Frau einen Unfall gehabt habe und nach einer erfolglosen Behandlung an einer Bauchfellentzündung gestorben sei. Anschließend traf Steiner ihren Liebhaber und erzählte ihm, dass sie Suizid begangen habe, dieser daran aber keine Schuld trage. In der Nacht wachte Steiner an ihrem Totenbett und wurde ohnmächtig.
Nun geleitet er den Sarg der Toten nach Europa. Als das Schiff auf einem Zwischenstopp in einem Hafen einläuft, erzählt Steiner dem französischen Reisenden, dass der Ehemann der Frau Klage gegen ihn eingereicht habe und er deshalb habe fliehen müssen. Der Franzose bietet ihm an, mit ihm zu kommen, er könne einen tüchtigen Arzt gut gebrauchen. Nachdem der Franzose das Schiff zusammen mit den anderen Passagieren verlassen hat, stellt sich heraus, dass er für eine internationale Organisation arbeitet, die Juden dabei hilft, aus Europa zu fliehen. Als er – Unglück ahnend – zum Schiff zurückkehrt, will sich Steiner zusammen mit dem bleiernen Sarg in das Wasser des Hafenbeckens stürzen. Seine Versuche, den Arzt umzustimmen und ihn nach seinem Sturz mit dem Sarg aus dem Wasser zu bergen, bleiben erfolglos. Im April 1939 kommt der Franzose im Hafen von Lissabon an und ist – erschüttert von Steiners sinnlosem Tod – entschlossener denn je, seine Arbeit bei der Organisation fortzusetzen.

## Hintergrund
Stefan Zweigs Novelle Der Amokläufer wurde erstmals 1922 veröffentlicht und bereits 1927 in der Sowjetunion verfilmt. 1934 folgte die erste französische Version. 1944 wurde die Geschichte auch in Mexiko mit María Félix für die Leinwand adaptiert. Die zweite französische Verfilmung unter der Regie von Joël Farges wurde in Portugal gedreht, wo unter anderem der Hafen von Lissabon und der Palácio Nacional de Queluz als Drehorte dienten. Am 10. Oktober 1993 wurde der Film in Frankreich uraufgeführt. In Deutschland wurde Amok erstmals am 20. Oktober 1994 im Fernsehen gezeigt.

## Kritiken
„Weithin dialogorientierte, wenig überzeugend gespielte Verfilmung einer Novelle von Stefan Zweig“, bei der es sich um „ein verinnerlichtes Drama über die Schuld und das Versagen eines Menschen“ handle, urteilte das Lexikon des internationalen Films.
Lisa Nesselson von Variety sah im Film „eine gut gemeinte, aber bisweilen schwerfällige Adaption“ der literarischen Vorlage. Der „irgendwie gekünstelt“ wirkende und „dichterische“ Film werde „sehr viel fesselnder, als die umwerfende Ardant nach 20 Minuten der Handlung ihren ersten Auftritt hat“. Die Darsteller würden dem Material durchaus gerecht, „können der Geschichte jedoch nicht die nötige Tiefe verleihen“. Zudem steche „Nicola Piovanis üppige Filmmusik […] manchmal mehr heraus, als sie eigentlich sollte“.

## Soundtrack
- Nicola Piovani: Amok. Milan 1994, eine CD mit zehn Aufnahmen der Filmmusik.